# Nơi trú ẩn của thị trưởng Poznań
Nơi trú ẩn của thị trưởng Poznań được xây dựng vào cuối những năm 1950  và đầu những năm 1960  để bảo vệ thị trưởng Poznań và các quan chức cấp cao khác trong trường hợp xảy ra chiến tranh hạt nhân  được đưa ra khỏi ủy ban, trở thành một chi nhánh của Bảo tàng Chiến đấu vì Độc lập Wielkopolska ở Poznań.

## Lịch sử
Nằm dưới một biệt thự ở số 62 đường Słupska, nơi trú ẩn có tổng diện tích khoảng 500 m 2. Tường và trần của nó tương ứng dày 1 mét và 2 mét. Nó bao gồm các phòng cơ khí với hệ thống lấy nước, hệ thống thông gió và máy phát điện, phòng ngủ, văn phòng, tổng đài điện thoại và trung tâm điều phối, từ đó thị trưởng đã lãnh đạo các hành động phòng thủ dân sự, báo động cho dân thường về bất kỳ mối nguy nào thông qua sử dụng còi báo động rải rác quanh thành phố và chỉ huy sơ tán nếu cần.
Sự tồn tại của nơi trú ẩn này đã được phân loại cho đến năm 2000. Nó đã được công bố vào năm 2010, với vị trí của nó được tiết lộ hai năm sau đó. Vào ngày 13 tháng 12 năm 2012, kỷ niệm 31 năm tuyên bố thiết quân luật ở Ba Lan, lần đầu tiên nó được mở cửa cho du khách; nó cũng được khai trương vào ngày 21 tháng 12 năm 2012, ngày dự đoán về ngày tận thế.
Công nhân của Bảo tàng Chiến đấu vì Độc lập tin rằng nơi trú ẩn sẽ không cung cấp sự bảo vệ cần thiết hoặc chứng minh là trung tâm chỉ huy vì nơi đây có vị trí nông, thiếu nhà bếp và kho thực phẩm và thực tế là giao tiếp với thế giới bên ngoài sẽ không thể xảy ra sau một vụ nổ hạt nhân.